# Storczyk blady
Storczyk blady (Orchis pallens L.) – gatunek rośliny z rodziny storczykowatych (Orchidaceae). We florze Polski gatunek rodzimy.

## Rozmieszczenie geograficzne
Rośnie w górach Europy i Azji Zachodniej. Zasięg jego występowania rozciąga się od Hiszpanii po Kaukaz. Na południu sięga po południowe Włochy, Peloponez i południową Turcję. Północna granica zasięgu biegnie przez środkowe Niemcy i południową Polskę. W Polsce najdalej na północ wysunięte stanowisko znajduje się  na Wyżynie Miechowskiej (na terenie obszaru Natura 2000 „Kalina-Lisiniec”). Wszystkie pozostałe stanowiska znajdują się w zachodniej części Karpat i na ich Pogórzu. Stanowisk tych podano 31, jednak na ośmiu z nich gatunek ten już wyginął. Najliczniej występuje na Pogórzu Śląskim i na Pogórzu Rożnowskim (w dolinie Dunajca koło Wojnicza i Tęgoborza), poza tym na Pogórzu Wiśnickim (na Panieńskiej Górze) i na jednym stanowisku w Kotlinie Żywieckiej. Najwyżej położone stanowisko w Polsce znajdowało się na Wielkim Kopieńcu (1280 m) w Tatrach, jednakże już wyginął na nim.

## Morfologia
LiścieLiście odwrotnie jajowate lub eliptyczne, siedzące, w liczbie 4–6, skupione w rozetę u nasady łodygi, połyskujące.
KwiatyKwiaty żółte lub bladożółte, wonne, zebrane w szerokowalcowate grono. Warżka jest 3-ząbkowa, wzdłuż środka silnie wygięta do tyłu, a jej środkowa część jest zabarwiona intensywniej. Nie posiada rysunku. Boczne łatki są półokrągłe i drobno ząbkowane, łatka środkowa o długości 5–8 mm jest wyciągnięta do przodu i ma na szczycie 2 małe ząbki. Ostroga o długości 11–12 mm i szerokości 2–3 mm jest walcowata, łukowato wygięta i na szczycie tępa.
OwocWalcowata, siedząca torebka o długości 17–24 i szerokości 5–6 mm.

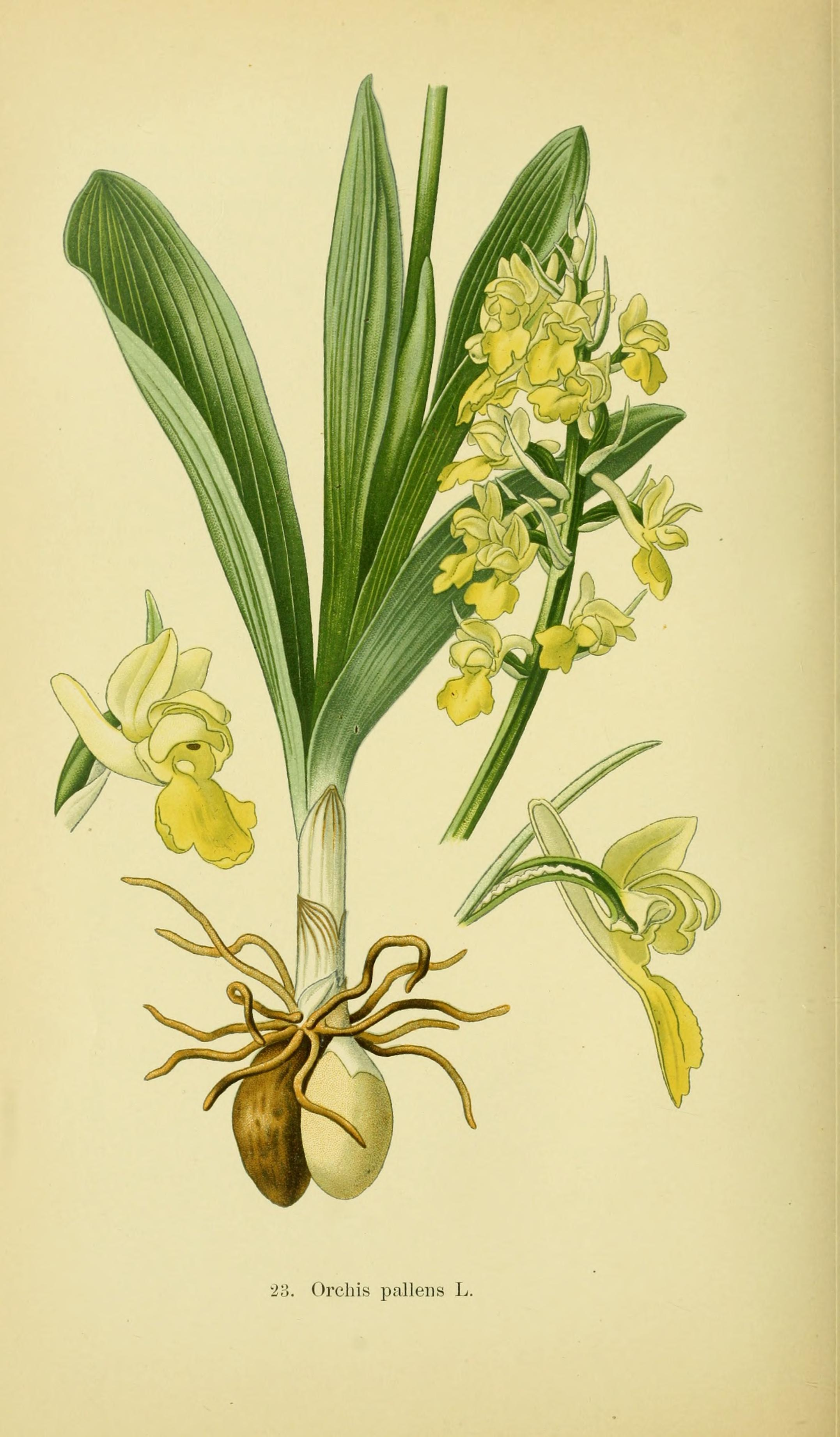
Morfologia
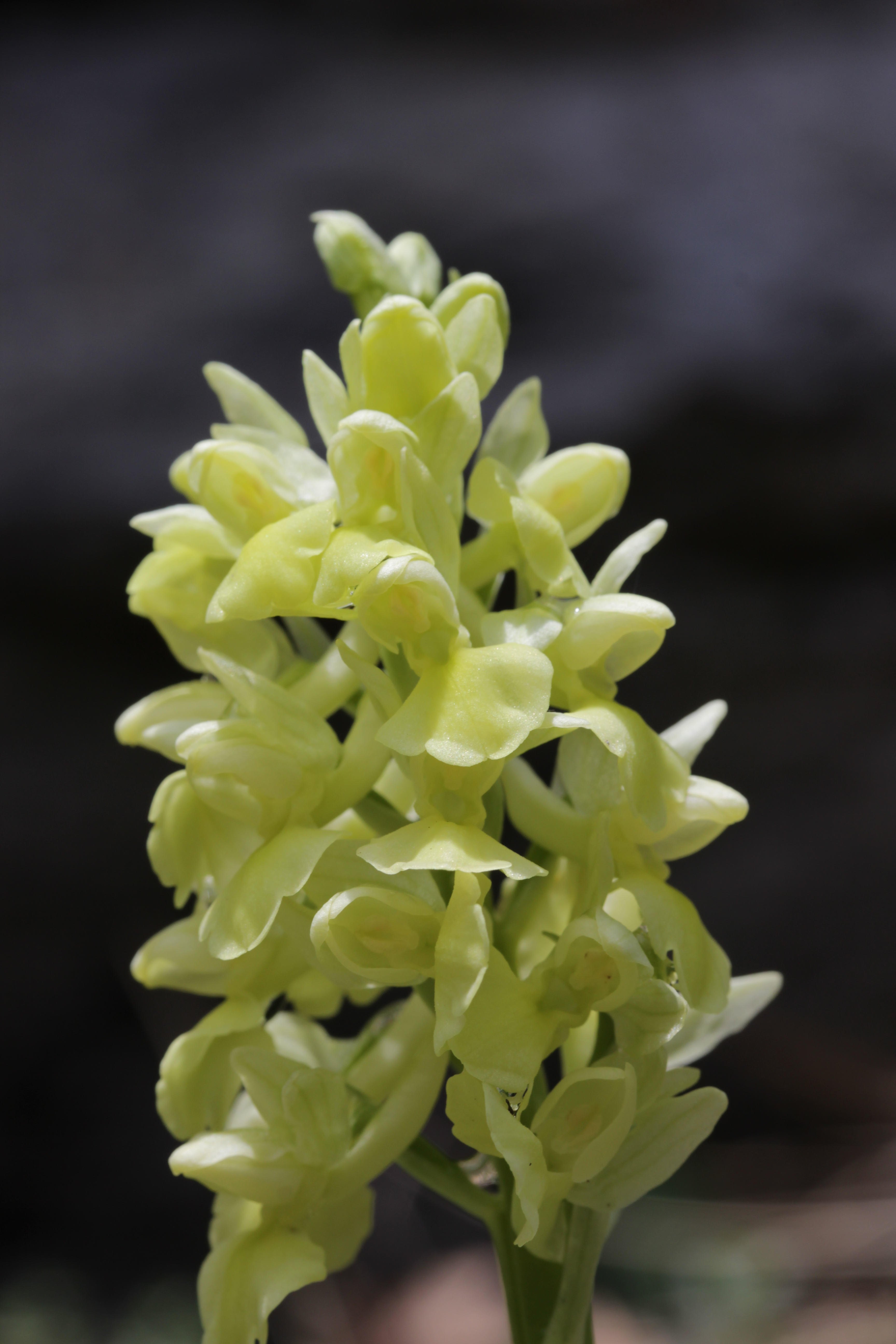
Kwiatostan
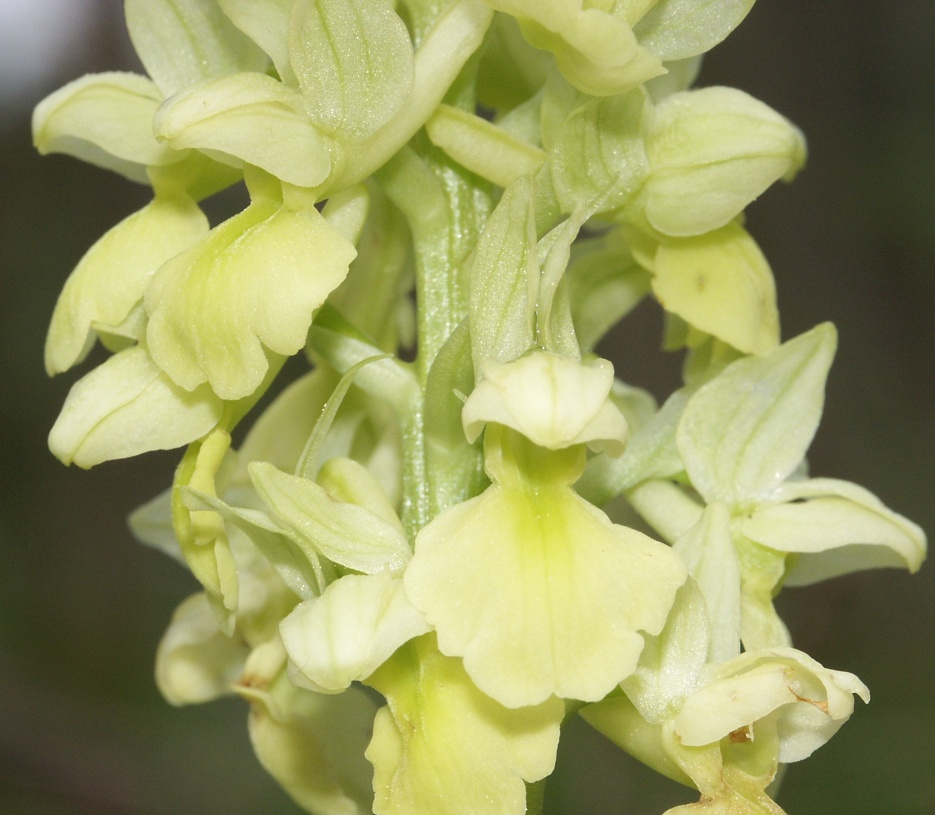
Kwiaty
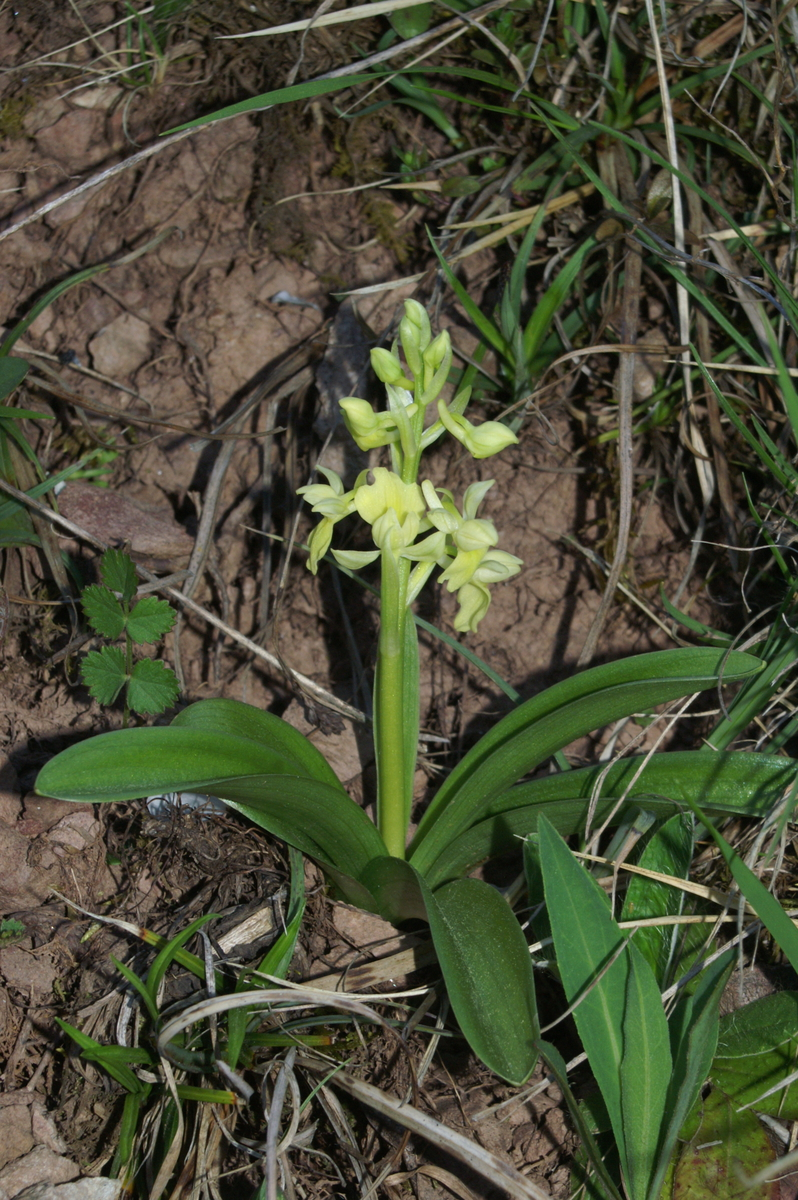
Pokrój

## Biologia i ekologia
Bylina, geofit cebulkowy. Roślina przywiązana jest do podłoża bogatego w węglan wapnia. Gatunek górski, występujący głównie w reglu dolnym i górnym.  Preferuje stanowiska lekko zacienione. W Polsce występuje przede wszystkim w zbiorowiskach leśnych i zaroślowych oraz w murawach kserotermicznych. Kwitnie od kwietnia do czerwca. Kwiaty imitują kwiaty roślin miododajnych, jednakże roślina nie wytwarza nektaru. Zapylana jest głównie przez trzmiele. Procent zawiązywanych owoców – średni. Rozmnaża się przede wszystkim przez nasiona, w niewielkim tylko stopniu wegetatywnie. Liczba chromosomów 2n = 40.
Tworzy mieszańce z storczykiem męskim (Orchis mascula) i podkolanem zielonawym ({Platanthera chlorantha), a także z Orchis provincialis i Orchis spitzelii.

## Zagrożenia i ochrona
Roślina objęta jest w Polsce ścisłą ochroną gatunkową. Kategorie zagrożenia:
- Kategoria zagrożenia według IUCN: gatunek narażony na wyginięcie (kategoria VU)[6].
- Kategoria zagrożenia w Polsce według Czerwonej listy roślin i grzybów Polski (2006, 2016)[8][9]: VU (narażony na wyginięcie).
- Kategoria zagrożenia w Polsce według Polskiej Czerwonej Księgi Roślin[10]: VU (narażony na wyginięcie).

Mimo niezbyt licznych stanowisk nie zalicza się w Polsce do gatunku bezpośrednio zagrożonego wyginięciem, lecz tylko narażonego. Populacje na Pogórzu Cieszyńskim, w Kotlinie Żywieckiej i w dolinie Dunajca są bowiem dość liczne. Np. na wzgórzu Bucze na Pogórzu Śląskim oraz na Panieńskiej Górze na Pogórzu Wiśnickim liczba osobników w populacji wynosi około tysiąca, a na Machowej w Cisownicy (Pogórze Śląskie) i na górze Matysce w Kotlinie Żywieckiej przekracza 3 tysiące. Zagrożony jest przez zastępowanie naturalnych lasów mieszanych sadzonymi lasami iglastymi, a czasami także przez przesadzanie okazów z naturalnego środowiska do przydomowych ogródków.